# Großer Preis von Australien 2025
Der Große Preis von Australien 2025 (offiziell Formula 1 Louis Vuitton Australian Grand Prix 2025) fand am 16. März auf dem Albert Park Circuit in Melbourne statt und war das erste Rennen der Formel-1-Weltmeisterschaft 2025.

## Bericht

### Hintergründe
Der Große Preis von Australien stellte erstmals seit 2019 wieder den Saisonauftakt dar. 2020 war Australien als Saisonauftakt geplant, das Rennen musste jedoch aufgrund der COVID-19-Pandemie abgesagt werden. Von 2021 bis 2024 fand der Saisonauftakt in Bahrain statt.
Beim Großen Preis von Australien stellte Pirelli den Fahrern die Reifenmischungen C3 Hard (weiß), C4 Medium (gelb) und C5 Soft (rot) sowie Cinturato Intermediates (grün) und Cinturato Full-Wets (blau) für nasse Bedingungen zur Verfügung.
Gabriel Bortoleto (Kick Sauber), Andrea Kimi Antonelli (Mercedes) und Isack Hadjar (Racing Bulls) debütierten bei diesem Grand Prix in der Formel-1-Weltmeisterschaft, Oliver Bearman (Haas) und Jack Doohan (Alpine) traten zum ersten Mal als Stammfahrer zu einem Grand Prix an. Lewis Hamilton (Ferrari), Esteban Ocon (Haas), Carlos Sainz jr. (Williams) und Liam Lawson (Red Bull Racing) traten zum ersten Mal für ihre neuen Teams an, Nico Hülkenberg kehrte nach elf Saisons zu Kick Sauber zurück.
Die Verantwortlichen beim Formel-1-Rennen in Australien hatten auf den Unfall von George Russell im vergangenen Jahr reagiert und Kurve 6 modifiziert. Der schnelle Rechtsknick war in den vergangenen Jahren immer wieder eine Problemzone, in der es zu einigen Unfällen gekommen war. 2024 legte Russell seinen Mercedes auf die Seite, weil er sich vom vorausfahrenden Fernando Alonso irritiert fühlte und abflog. Im Training hatte auch Alexander Albon seinen Williams dort zerlegt – wie im Rennen 2023.
Als amtierender Weltmeister ging Max Verstappen in die Saison.
Alonso, Verstappen (jeweils acht), Oscar Piastri, Hülkenberg, Lance Stroll (jeweils vier), Lando Norris, Ocon (jeweils drei), Lawson, Bearman, Albon (jeweils zwei), Sainz jr. und Russell (jeweils einer) gingen mit Strafpunkten ins Rennwochenende.
Bei diesem Grand Prix startete zum ersten Mal seit dem Großen Preis von Ungarn 1994 kein finnischer Fahrer in der Formel 1.
Mit Hamilton (zweimal), Alonso, Verstappen, Charles Leclerc und Sainz jr. (jeweils einmal) traten fünf ehemalige Sieger zu diesem Grand Prix an.
Als Rennkommissare für dieses Rennwochenende fungierten Garry Connelly (AUS), Gerd Ennser (DEU), Tanja Geilhausen (DEU), Matthew Selley (AUS) und Enrique Bernoldi (BRA).

### Training
Im ersten freien Training fuhr Norris in 1:17,252 Minuten die Bestzeit vor Sainz jr. und Leclerc. Das Training wurde wegen Kies auf der Strecke sowie eines Unfalls von Bearman zweimal unterbrochen.
Im zweiten freien Training war Leclerc mit einer Rundenzeit von 1:16,439 Minuten Schnellster vor Piastri und Norris.
Im dritten freien Training erzielte Piastri in 1:15,921 Minuten die Bestzeit vor Russell und Verstappen.

### Qualifying
Das Qualifying bestand aus drei Teilen mit einer Nettolaufzeit von 45 Minuten. Im ersten Qualifying-Segment (Q1) hatten die Fahrer 18 Minuten Zeit, um sich für das Rennen zu qualifizieren. Alle Fahrer, die im ersten Abschnitt eine Zeit erzielten, die maximal 107 Prozent der schnellsten Rundenzeit betrug, qualifizierten sich für den Grand Prix. Die besten 15 Fahrer erreichten den nächsten Teil. Norris war Schnellster. Bearman setzte aufgrund eines technischen Problems keine Zeit und qualifizierte sich nicht für den Grand Prix. Da er im Training ausreichend schnell fuhr, durfte er allerdings am Rennen teilnehmen. Neben ihm schieden Antonelli, Hülkenberg, Lawson und Ocon aus.
Der zweite Abschnitt (Q2) dauerte 15 Minuten. Die zehn schnellsten Piloten qualifizierten sich für den dritten Teil des Qualifyings. Norris war erneut Schnellster. Hadjar, die Aston-Martin-Fahrer, Doohan und Bortoleto schieden aus.
Der finale Abschnitt (Q3) ging über eine Zeit von zwölf Minuten, in denen die ersten zehn Startpositionen vergeben wurden. Norris fuhr in 1:15,096 Minuten die Bestzeit vor Piastri und Verstappen. Es war die zehnte Pole-Position für Norris in der Formel-1-Weltmeisterschaft und das erste Mal seit 2012, dass beide McLaren-Piloten bei einem Saisonauftakt die erste Startreihe bildeten. Zudem erreichten zum ersten Mal seit 2005 beide Williams-Piloten bei einem Saisonauftakt eine Qualifying-Position unter den ersten Zehn.

### Rennen
Der Start des Rennens fand bei leichtem Regen statt, alle Fahrer starteten auf Intermediates. Bearman und Lawson mussten aus der Boxengasse starten, da an ihren Wagen unter Parc-fermé-Bedingungen gearbeitet wurde.
Kurz nach dem Start zur Einführungsrunde verlor Hadjar in der Jones-Kurve die Kontrolle über sein Fahrzeug und schlug in die Streckenbegrenzung ein. Der Start wurde daraufhin abgebrochen, die Renndistanz verkürzte sich somit auf 57 statt der geplanten 58 Runden. Hadjar konnte aufgrund der Schäden an seinem Fahrzeug nicht mehr teilnehmen, sein Platz in der Startaufstellung blieb leer.
Beim Start blieb Norris in Führung, dahinter ging Verstappen am Ausgang der Jones-Kurve an Piastri vorbei, während Leclerc Albon und Yūki Tsunoda überholte. Doohan verunfallte ausgangs der Whiteford-Kurve, woraufhin die Rennleitung das Safety-Car auf die Strecke schickte. Noch in derselben Runde drehte sich Sainz jr. in Kurve 16 in die Streckenbegrenzung und schied ebenfalls aus. Norris führte nun vor Verstappen, Piastri, Russell, Leclerc, Tsunoda, Albon, Hamilton, Pierre Gasly und Alonso.
Das Rennen wurde am Ende der siebten Runde wieder freigegeben, an der Reihenfolge änderte sich zunächst nichts. In der 14. Runde zog Antonelli an Hülkenberg vorbei und war nun Zwölfter. Zwei Runden später drehte er sich in Kurve 4, konnte aber weiterfahren und verlor dabei nur eine Position. In Runde 17 geriet Verstappen in der Ascari-Kurve leicht neben die Strecke, woraufhin Piastri ihn wieder überholte. In den folgenden Runden konnte Piastri seinen Vorsprung auf Verstappen kontinuierlich ausbauen und kam im Zuge dessen näher an Norris heran, wurde jedoch von seinem Team angewiesen, die Position zu halten.
In der 34. Runde verlor Alonso am Ausgang von Kurve 7 die Kontrolle über sein Fahrzeug und schlug in die Streckenbegrenzung ein. Die Rennleitung schickte daraufhin erneut das Safety-Car auf die Strecke. Dies nutzten die meisten Teams zum Wechsel auf Trockenreifen. Lediglich die Haas-Piloten fuhren zunächst weiterhin auf Intermediates, wechselten aber wenige Runden später ebenfalls die Reifen. Norris führte nun vor Piastri, Verstappen, Russell, Leclerc, Tsunoda, Albon, Hamilton, Gasly und Antonelli.
Das Rennen wurde am Ende der 41. Runde wieder freigegeben. In der 44. Runde begann es erneut zu regnen. Beide McLaren-Fahrer rutschten in der Stewart-Kurve neben die Strecke, Piastri blieb daraufhin im Gras am Ausgang der Prost-Kurve stecken. Er konnte zwar mit Verzögerung weiterfahren, fiel jedoch ans Ende des Feldes zurück. Innerhalb der folgenden Runden wechselten alle Fahrer erneut auf Intermediates. In der 47. Runde drehten sich sowohl Lawson als auch Bortoleto in die Streckenbegrenzung, beide schieden daraufhin aus. Erneut wurde das Safety-Car auf die Strecke geschickt. Nachdem alle Fahrer die Reifen gewechselt hatten, führte Norris vor Verstappen, Russell, Albon, Antonelli, Stroll, Hülkenberg, Gasly, Hamilton und Leclerc.
Das Rennen wurde am Ende der 51. Runde wieder freigegeben, Leclerc zog daraufhin in der Brabham-Kurve außen an Hamilton vorbei. In der 54. Runde geriet Gasly in der Jones-Kurve neben die Strecke und wurde daraufhin von Leclerc und Hamilton überholt. Eine Runde später ging Piastri in Kurve 3 an Gasly vorbei und war nun Zehnter. In der 56. Runde überholte Antonelli Albon und war nun Vierter. Unterdessen kam Verstappen in der letzten Runde noch einmal nahe an Norris heran, konnte diesen aber nicht mehr entscheidend angreifen. Antonelli erhielt aufgrund einer unsicheren Freigabe eine Zeitstrafe von fünf Sekunden. Ebenfalls in der letzten Runde zog Piastri in Kurve 11 an Hamilton vorbei.
Norris gewann schließlich das Rennen vor Verstappen und Russell. Es war der fünfte Sieg für Norris in der Formel-1-Weltmeisterschaft. Antonelli fiel durch seine Zeitstrafe zunächst auf den fünften Platz hinter Albon zurück, die weiteren Punkteplatzierungen belegten Stroll, Hülkenberg, Leclerc, Piastri und Hamilton. Im Anschluss an das Rennen wurde Antonellis Strafe wieder aufgehoben, da Beweise vorlagen, dass keine unsichere Freigabe erfolgt war. Antonelli rückte daraufhin wieder auf den vierten Platz vor, Albon fiel im Zuge dessen auf den fünften Platz zurück.
In der Fahrerwertung entsprach die Reihenfolge dem Rennergebnis. Norris führte damit zum ersten Mal in seiner Formel-1-Karriere die Fahrerwertung an, zudem führte zum ersten Mal seit dem Großen Preis von Spanien 2022 ein anderer Fahrer als Verstappen die Fahrerwertung an. In der Konstrukteurswertung führte McLaren vor Mercedes und Red Bull Racing.

## Meldeliste
| Team                                        | Nr. | Stammfahrer           | Chassis                           | Motor      | Reifen |
| ------------------------------------------- | --- | --------------------- | --------------------------------- | ---------- | ------ |
| Oracle Red Bull Racing                      | 01  | Max Verstappen        | Red Bull Racing RB21              | Honda RBPT | P      |
| Oracle Red Bull Racing                      | 30  | Liam Lawson           | Red Bull Racing RB21              | Honda RBPT | P      |
| McLaren Formula 1 Team                      | 81  | Oscar Piastri         | McLaren MCL39                     | Mercedes   | P      |
| McLaren Formula 1 Team                      | 04  | Lando Norris          | McLaren MCL39                     | Mercedes   | P      |
| Scuderia Ferrari HP                         | 16  | Charles Leclerc       | Ferrari SF-25                     | Ferrari    | P      |
| Scuderia Ferrari HP                         | 44  | Lewis Hamilton        | Ferrari SF-25                     | Ferrari    | P      |
| Mercedes-AMG Petronas Formula One Team      | 63  | George Russell        | Mercedes-AMG F1 W16 E Performance | Mercedes   | P      |
| Mercedes-AMG Petronas Formula One Team      | 12  | Andrea Kimi Antonelli | Mercedes-AMG F1 W16 E Performance | Mercedes   | P      |
| Aston Martin Aramco Formula One Team        | 18  | Lance Stroll          | Aston Martin AMR25                | Mercedes   | P      |
| Aston Martin Aramco Formula One Team        | 14  | Fernando Alonso       | Aston Martin AMR25                | Mercedes   | P      |
| BWT Alpine F1 Team                          | 10  | Pierre Gasly          | Alpine A525                       | Renault    | P      |
| BWT Alpine F1 Team                          | 07  | Jack Doohan           | Alpine A525                       | Renault    | P      |
| MoneyGram Haas F1 Team                      | 31  | Esteban Ocon          | Haas VF-25                        | Ferrari    | P      |
| MoneyGram Haas F1 Team                      | 87  | Oliver Bearman        | Haas VF-25                        | Ferrari    | P      |
| Visa Cash App Racing Bulls Formula One Team | 06  | Isack Hadjar          | Racing Bulls VCARB 02             | Honda RBPT | P      |
| Visa Cash App Racing Bulls Formula One Team | 22  | Yūki Tsunoda          | Racing Bulls VCARB 02             | Honda RBPT | P      |
| Atlassian Williams Racing                   | 23  | Alexander Albon       | Williams FW47                     | Mercedes   | P      |
| Atlassian Williams Racing                   | 55  | Carlos Sainz jr.      | Williams FW47                     | Mercedes   | P      |
| Kick Sauber F1 Team                         | 27  | Nico Hülkenberg       | Kick Sauber C45                   | Ferrari    | P      |
| Kick Sauber F1 Team                         | 05  | Gabriel Bortoleto     | Kick Sauber C45                   | Ferrari    | P      |

Anmerkungen
1. ↑  Aufgrund eines Verbots für Glücksspielwerbung beim Großen Preis von Australien trat Kick Sauber ohne Titelsponsor Stake an.

## Klassifikationen

### Qualifying
| Pos.                                                                      | Fahrer                | Konstrukteur                 | Q1         | Q2       | Q3       | Start |
| ------------------------------------------------------------------------- | --------------------- | ---------------------------- | ---------- | -------- | -------- | ----- |
| 01                                                                        | Lando Norris          | McLaren-Mercedes             | 1:15,912   | 1:15,415 | 1:15,096 | 01    |
| 02                                                                        | Oscar Piastri         | McLaren-Mercedes             | 1:16,062   | 1:15,468 | 1:15,180 | 02    |
| 0 3                                                                       | Max Verstappen        | Red Bull Racing-Honda RBPT   | 1:16,018   | 1:15,565 | 1:15,481 | 03    |
| 04                                                                        | George Russell        | Mercedes                     | 1:15,971   | 1:15,798 | 1:15,546 | 04    |
| 05                                                                        | Yūki Tsunoda          | Racing Bulls-Honda RBPT      | 1:16,225   | 1:16,009 | 1:15,670 | 05    |
| 06                                                                        | Alexander Albon       | Williams-Mercedes            | 1:16,245   | 1:16,017 | 1:15,737 | 06    |
| 07                                                                        | Charles Leclerc       | Ferrari                      | 1:16,029   | 1:15,827 | 1:15,755 | 07    |
| 08                                                                        | Lewis Hamilton        | Ferrari                      | 1:16,213   | 1:15,919 | 1:15,973 | 08    |
| 09                                                                        | Pierre Gasly          | Alpine-Renault               | 1:16,328   | 1:16,112 | 1:15,980 | 09    |
| 10                                                                        | Carlos Sainz jr.      | Williams-Mercedes            | 1:16,360   | 1:15,931 | 1:16,062 | 10    |
| 11                                                                        | Isack Hadjar          | Racing Bulls-Honda RBPT      | 1:16,354   | 1:16,175 | –        | 11    |
| 12                                                                        | Fernando Alonso       | Aston Martin Aramco-Mercedes | 1:16,288   | 1:16,453 | –        | 12    |
| 13                                                                        | Lance Stroll          | Aston Martin Aramco-Mercedes | 1:16,369   | 1:16,483 | –        | 13    |
| 14                                                                        | Jack Doohan           | Alpine-Renault               | 1:16,315   | 1:16,863 | –        | 14    |
| 15                                                                        | Gabriel Bortoleto     | Kick Sauber-Ferrari          | 1:16,516   | 1:17,520 | –        | 15    |
| 16                                                                        | Andrea Kimi Antonelli | Mercedes                     | 1:16,525   | –        | –        | 16    |
| 17                                                                        | Nico Hülkenberg       | Kick Sauber-Ferrari          | 1:16,579   | –        | –        | 17    |
| 18                                                                        | Liam Lawson           | Red Bull Racing-Honda RBPT   | 1:17,094   | –        | –        | Box   |
| 19                                                                        | Esteban Ocon          | Haas-Ferrari                 | 1:17,147   | –        | –        | 18    |
| 107-Prozent-Zeit: 1:21,226 min (bezogen auf Q1-Bestzeit von 1:15,912 min) |                       |                              |            |          |          |       |
| DNQ                                                                       | Oliver Bearman        | Haas-Ferrari                 | keine Zeit | –        | –        | Box   |

Anmerkungen
1. ↑  Bearman wurde erlaubt zu starten, da er im freien Training ausreichend schnell gefahren war.

### Rennen
| Pos.                                                          | Fahrer                | Konstrukteur                 | Runden | Stopps | Zeit        | Start | Schnellste Runde |
| ------------------------------------------------------------- | --------------------- | ---------------------------- | ------ | ------ | ----------- | ----- | ---------------- |
| 01                                                            | Lando Norris          | McLaren-Mercedes             | 57     | 5      | 1:42:06,304 | 01    | 1:22,617 (43.)   |
| 02                                                            | Max Verstappen        | Red Bull Racing-Honda RBPT   | 57     | 5      | + 0,895     | 03    | 1:23,081 (43.)   |
| 03                                                            | George Russell        | Mercedes                     | 57     | 5      | + 8,481     | 04    | 1:25,065 (43.)   |
| 04                                                            | Andrea Kimi Antonelli | Mercedes                     | 57     | 5      | + 10,135    | 16    | 1:24,901 (43.)   |
| 05                                                            | Alexander Albon       | Williams-Mercedes            | 57     | 5      | + 12,773    | 06    | 1:24,597 (43.)   |
| 06                                                            | Lance Stroll          | Aston Martin Aramco-Mercedes | 57     | 5      | + 17,413    | 13    | 1:25,538 (43.)   |
| 07                                                            | Nico Hülkenberg       | Kick Sauber-Ferrari          | 57     | 5      | + 18,423    | 17    | 1:25,243 (43.)   |
| 08                                                            | Charles Leclerc       | Ferrari                      | 57     | 5      | + 19,826    | 07    | 1:24,271 (43.)   |
| 09                                                            | Oscar Piastri         | McLaren-Mercedes             | 57     | 5      | + 20,448    | 02    | 1:23,242 (43.)   |
| 10                                                            | Lewis Hamilton        | Ferrari                      | 57     | 5      | + 22,473    | 08    | 1:24,218 (43.)   |
| 11                                                            | Pierre Gasly          | Alpine-Renault               | 57     | 5      | + 26,502    | 09    | 1:25,202 (43.)   |
| 12                                                            | Yūki Tsunoda          | Racing Bulls-Honda RBPT      | 57     | 5      | + 29,848    | 05    | 1:24,194 (43.)   |
| 13                                                            | Esteban Ocon          | Haas-Ferrari                 | 57     | 5      | + 33,161    | 18    | 1:26,764 (42.)   |
| 14                                                            | Oliver Bearman        | Haas-Ferrari                 | 57     | 5      | + 40,351    | Box   | 1:27,603 (42.)   |
| –                                                             | Liam Lawson           | Red Bull Racing-Honda RBPT   | 46     | 4      | DNF         | Box   | 1:22,970 (43.)   |
| –                                                             | Gabriel Bortoleto     | Kick Sauber-Ferrari          | 45     | 5      | DNF         | 15    | 1:24,192 (43.)   |
| –                                                             | Fernando Alonso       | Aston Martin Aramco-Mercedes | 32     | 3      | DNF         | 12    | 1:28,819 (32.)   |
| –                                                             | Carlos Sainz jr.      | Williams-Mercedes            | 0      | 0      | DNF         | 10    | –                |
| –                                                             | Jack Doohan           | Alpine-Renault               | 0      | 0      | DNF         | 14    | –                |
| DNS                                                           | Isack Hadjar          | Racing Bulls-Honda RBPT      | –      | –      | –           | 11    | –                |
| Fahrer des Tages: Lando Norris (20 % der abgegebenen Stimmen) |                       |                              |        |        |             |       |                  |

Anmerkungen
1. ↑  Bearman musste aus der Boxengasse starten, da an seinem Wagen unter Parc-fermé-Bedingungen gearbeitet wurde
2. ↑  Lawson musste aus der Boxengasse starten, da an seinem Wagen unter Parc-fermé-Bedingungen gearbeitet wurde
3. ↑  Hadjar verunfallte in der Einführungsrunde und beschädigte damit seinen Wagen irreparabel, sodass er am Rennen nicht teilnehmen konnte

## WM-Stände nach dem Rennen
Die ersten zehn des Rennens bekamen 25, 18, 15, 12, 10, 8, 6, 4, 2 bzw. 1 Punkt(e).

### Fahrerwertung
| Pos. | Fahrer                | Konstrukteur                 | Punkte |
| ---- | --------------------- | ---------------------------- | ------ |
| 01   | Lando Norris          | McLaren-Mercedes             | 25     |
| 02   | Max Verstappen        | Red Bull Racing-Honda RBPT   | 18     |
| 03   | George Russell        | Mercedes                     | 15     |
| 04   | Andrea Kimi Antonelli | Mercedes                     | 12     |
| 05   | Alexander Albon       | Williams-Mercedes            | 10     |
| 06   | Lance Stroll          | Aston Martin Aramco-Mercedes | 8      |
| 07   | Nico Hülkenberg       | Kick Sauber-Ferrari          | 6      |
| 08   | Charles Leclerc       | Ferrari                      | 4      |
| 09   | Oscar Piastri         | McLaren-Mercedes             | 2      |
| 10   | Lewis Hamilton        | Ferrari                      | 1      |

| Pos. | Fahrer            | Konstrukteur                 | Punkte |
| ---- | ----------------- | ---------------------------- | ------ |
| 11   | Pierre Gasly      | Alpine-Renault               | 0      |
| 12   | Yūki Tsunoda      | Racing Bulls-Honda RBPT      | 0      |
| 13   | Esteban Ocon      | Haas-Ferrari                 | 0      |
| 14   | Oliver Bearman    | Haas-Ferrari                 | 0      |
| –    | Liam Lawson       | Red Bull Racing-Honda RBPT   | 0      |
| –    | Gabriel Bortoleto | Kick Sauber-Ferrari          | 0      |
| –    | Fernando Alonso   | Aston Martin Aramco-Mercedes | 0      |
| –    | Carlos Sainz jr.  | Williams-Mercedes            | 0      |
| –    | Jack Doohan       | Alpine-Renault               | 0      |
| –    | Isack Hadjar      | Racing Bulls-Honda RBPT      | 0      |

### Konstrukteurswertung
| Pos. | Konstrukteur                 | Punkte |
| ---- | ---------------------------- | ------ |
| 01   | McLaren-Mercedes             | 27     |
| 02   | Mercedes                     | 27     |
| 03   | Red Bull Racing-Honda RBPT   | 18     |
| 04   | Williams-Mercedes            | 10     |
| 05   | Aston Martin Aramco-Mercedes | 8      |

| Pos. | Konstrukteur            | Punkte |
| ---- | ----------------------- | ------ |
| 06   | Kick Sauber-Ferrari     | 6      |
| 07   | Ferrari                 | 5      |
| 08   | Alpine-Renault          | 0      |
| 09   | Racing Bulls-Honda RBPT | 0      |
| 10   | Haas-Ferrari            | 0      |